# 森尾茂助
森尾茂助（日语：／，？—1910年6月7日），日本陸奧國安積郡小原田村（今福島縣郡山市中部）官員，第二任臺東廳長。

## 生平
森尾茂助出生於陸奧國安積郡小原田村，1899年任宮崎縣警部長，隔月來臺擔任臺南縣書記官，後歷任臺南辦務署長、豬朥束國語傳習所所長、恆春廳長等職，期間引入木麻黃等植物。
1904年相良長綱驟逝後，接任臺東廳長，任內協助臺灣總督兒玉源太郎制定蕃地事務，由警務課接手，改變相良長綱以教育和安撫為主的蕃地政策。1908年七腳川事件爆發，親自出兵平定。對太魯閣族取締政策成為後來太魯閣戰役的導火線。
1909年因官制改革奉命休職，翌年6月7日於福島過世。